# 王春 (弘治進士)
王春（1463年—？），字景陽，遼東廣寧左衛軍籍直隸寧縣人，明朝政治人物。

## 生平
山東鄉試第六十七名舉人。弘治九年（1496年）中式丙辰科會試第二百四十五名，三甲第三十三名進士。

## 家族
曾祖王成，贈指揮使；祖父王信，指揮使；父王榮。嫡母倪氏；生母朱氏。慈侍下。兄王泰（指挥同知）。弟王舂。